# Curtiss Kingbird
 (octobre 2024).
La mise en forme du texte ne suit pas les recommandations de Wikipédia : il faut le « wikifier ».
Les points d'amélioration suivants sont les cas les plus fréquents :
- Les titres sont pré-formatés par le logiciel. Ils ne sont ni en capitales, ni en gras.
- Le texte ne doit pas être écrit en capitales (les noms de famille non plus), ni en gras, ni en italique, ni en « petit »…
- Le gras n'est utilisé que pour surligner le titre de l'article dans l'introduction, une seule fois.
- L'italique est rarement utilisé : mots en langue étrangère, titres d'œuvres, noms de bateaux, etc.
- Les citations ne sont pas en italique mais en corps de texte normal. Elles sont entourées par des guillemets français : « et ».
- Les listes à puces sont à éviter, des paragraphes rédigés étant largement préférés. Les tableaux sont à réserver à la présentation de données structurées (résultats, etc.).
- Les appels de note de bas de page (petits chiffres en exposant, introduits par l'outil «  Source ») sont à placer entre la fin de phrase et le point final[comme ça].
- Les liens internes (vers d'autres articles de Wikipédia) sont à choisir avec parcimonie. Créez des liens vers des articles approfondissant le sujet. Les termes génériques sans rapport avec le sujet sont à éviter, ainsi que les répétitions de liens vers un même terme.
- Les liens externes sont à placer uniquement dans une section « Liens externes », à la fin de l'article. Ces liens sont à choisir avec parcimonie suivant les règles définies. Si un lien sert de source à l'article, son insertion dans le texte est à faire par les notes de bas de page.
- La présentation des références doit suivre les conventions bibliographiques. Il est recommandé d'utiliser les modèles {{Ouvrage}}, {{Chapitre}}, {{Article}}, {{Lien web}} et/ou {{Bibliographie}}. Le mode d'édition visuel peut mettre en forme automatiquement les références.
- Insérer une infobox (cadre d'informations à droite) n'est pas obligatoire pour parachever la mise en page.

Pour une aide détaillée, merci de consulter Aide:Wikification.
Si vous pensez que ces points ont été résolus, vous pouvez retirer ce bandeau et améliorer la mise en forme d'un autre article.
Dimensions
Le Curtiss Model 55 Kingbird était un avion de ligne construit en petites quantités aux États-Unis au début des années 1930. Bimoteur, il avait un fuselage dérivé du Curtiss Thrush, un avion monomoteur. Le Kingbird possédait deux nacelles de moteur montées sur les entretoises de chaque côté du fuselage, soutenant l'aile et le train d'atterrissage à balancier. Une caractéristique distinctive était son nez émoussé, permettant de monter les moteurs près de l'axe de l'avion, minimisant ainsi la poussée asymétrique en cas de panne moteur. La dérive unique du Thrush fut remplacée par des dérives jumelles, et le modèle principal, le D-2, ajoutait un second stabilisateur horizontal et un plan de profondeur.
Eastern Air Transport était le principal exploitant du Kingbird, avec 14 appareils en service. Le Corps des Marines des États-Unis acquit un exemplaire, d'abord désigné JC-1, puis RC-1, utilisé comme avion ambulance.

## Variantes
Kingbird CPrototype avec moteurs Curtiss R-600 Curtiss R-600 Challenger de 185 ch. Un seul exemplaire construit, jugé sous-motorisé, converti en Kingbird J-1.
Kingbird D-1Deuxième et troisième prototypes avec moteurs Wright Whirlwind J-6-7 de 225 ch. Convertis au standard D-2.
Kingbird D-2Modèle de production avec moteurs Whirlwind J-6-9 de 300 ch, 14 construits.
RC-1Un Kingbird D-2 pour la Marine des États-Unis, initialement commandé comme JC-1, livré sous le nom de {RC-1.

### Spécifications techniques (D-2)
- Équipage : 1
- Capacité : 7 passagers
- Longueur : 10,5 m
- Envergure : 16,6 m
- Hauteur : 3 m
- Surface alaire : 37,6 m²
- Allongement : Non spécifié
- Profil aérodynamique : Curtiss C-72
- Poids à vide : 1760 kg
- Poids brut : 2773 kg
- Capacité en carburant : Non spécifiée
- Moteurs : 2 × Wright J-6-9 Whirlwind, moteurs radiaux à pistons refroidis par air, 9 cylindres chacun
- Puissance par moteur : 224 kW
- Vitesse maximale : 229 km/h
- Vitesse de croisière : 180 km/h
- Vitesse de décrochage : Non spécifiée
- Plafond pratique : 4877 m
- Taux de montée : 5,1 m/s
- Autonomie : 668 km
- Charge alaire : Non spécifiée
- Consommation de carburant : Non spécifiée